# Dictyna pictella
Dictyna pictella là một loài nhện trong họ Dictynidae.
Loài này thuộc chi Dictyna. Dictyna pictella được Ralph Vary Chamberlin & Willis J. Gertsch miêu tả năm 1958.